# عبد الكريم راضي جعفر
عبد الكريم راضي جعفر العليّ (ولد 1946 في البصرة، العراق - 27 أغسطس 2020) شاعر وناقد عراقي.

## مؤهلاته العلمية
حصل على شهادة البكالوريوس في اللغة العربية وآدابها من جامعة البصرة - كلية الآداب 1967 - 1968 ومنح شهادة الماجستير في اللغة العربية وآدابها (الأدب الحديث والنقد) من جامعة البصرة كلية الآداب 1985 بدرجة (امتياز) ثم منح شهادة دكتوراه فلسفة في اللغة العربية (الأدب الحديث والنقد) من جامعة بغداد - كلية الآداب بدرجة (امتياز).

## الوظائف التي شغلها
- عيّن مدرساً على ملاك التعليم الثانوي في 1968
- عمل مديرا لعدد من المدارس الثانوية من (1972 - 1977)
- معاون عميد معهد الفنون الجميلة 1977
- عميد معهد الفنون الجميلة (1980 - 1985)
- رئيس قسم اللغة العربية والاجتماعيات في معهد إعداد المعلمين بغداد - الرصافة(1986 - 1989)
- تدريسي في الجامعة المستنصرية - كلية التربية - قسم اللغة العربية 1990
- رئيس قسم اللغة العربية في كلية التربية - الجامعة المستنصرية (1999 - 2003)
- أستاذ الأدب الحديث والنقد في جامعة جرش - المملكة الأردنية الهاشمية لمدة أربع سنوات متتالية بناءً على رغبة الجامعة.
- أستاذ الأدب الحديث والنقد في كلية التربية - الجامعة المستنصرية

## شعريته
امتازت نصوصه الشعرية بعلاقتها المتجذرة مع الأرض وبذلك استطاع نقل هذه العلاقة إلى حيز التفرد فامتازت نصوصه ببصمته الخاصة، ويعد من الأجيال الشعرية التي (تشكل حيوية نهر الشعر في العراق, إنها تموجات متتالية تنبثق من بعضها البعض لتمهد الطريق لاندفاع النهر وجيشانه الحميم) كتب القصيدة العمودية، والشعر الحر، وقصيدة النثر أسهم في تطور الشعر العراقي المعاصر ولفت أنظار النقاد في الوطن العربي فكتب عن شعريته فاروق شوشة ومحسن الخياط في عام 1972 في مجلة الآداب، وعبد الجبار داوود البصري.
وتعد نصوصه الشعرية مثارا للنقد وقد كُتبت العديد من الدراسات والمقالات تناولت شعريته.

## مكانته العلمية
- رشح الدكتور عبد الكريم راضي جعفر لقانون رعاية العلماء لوزارة التعليم العالي والبحث العلمي
- الأول تسلسلاً في قوائم الملاكات العلمية لوزارة التعليم العالي والبحث العلمي للسنوات الأربع
- للدكتور عبد الكريم راضي جعفر مجموعة من الدراسات النقدية التي تعد من المصادر الرئيسة لدراسة الشعر العربي عامة والشعر العراقي خاصة ولا يمكن لدارس للشعر العربي الحديث ألّا يرجع لتلك الدراسات بصورة رئيسة، أما مكانته بوصفه شاعرا فله قصب السبق إذ يعد واحدا من أهم الشعراء المعاصرين
- كان لصلة القربى التي تربطه بالدكتور نوري جعفر أثر في تشكل وعيه.

## المعاجم التي ضمته
- معجم أعلام العراق في القرن العشرين ج3
- معجم البابطين للشعراء العرب المعاصرين مج 3

## مشاركاته النقدية
- اشترك في مهرجانات المربد الشعرية والنقدية كافة.
- اشترك في المؤتمر النقدي السادس لجامعة اليرموك - أربد - المملكة الأردنية الهاشمية، 1996
- اشترك في المؤتمر النقدي لجامعة جرش - الأردن، 1996 والمؤتمر النقدي الرابع، 2000
- نشر أكثر من (40) بحثا ودراسة نقدية في العديد من المنشورات الأدبية والنقدية الرصينة والمحكمة.
- له أكثر من (20) مقالةً نقدية في العديد من الصحف العربية والعراقية.

## الدراسات العليا
- أشرف على أكثر من (20) رسالة ماجستير.
- أشرف على أكثر من (10) أطروحات دكتوراه.
- اشترك في مناقشة أكثر من (40)رسالة ماجستير وأطروحة دكتوراه.

## مؤلفاته
1. الدفء البارد، مطبعة حداد، البصرة 1970
2. عن الفارس والصيف الآخر1972بغداد:وزارة الاعلام
3. سيدي ايها البحر 1983 دار الحرية.[7]
4. ارتفاعات الشفق الجنوبي 1987 بغداد:[8]
5. عشب الأفول، دار الشؤون الثقافية العامة، بغداد 2000
6. أصوات (مشترك)، مطبعة حداد، البصرة 1971
7. قصائد مختارة من شعراء الطليعة العربية، وزارة الثقافة والإعلام، بغداد 1977
8. المرفأ الشعري (مشترك)، مطبعة حداد، البصرة 1978
9. لغة النار الأزلية، (مشترك)، وزارة الثقافة والإعلام، بغداد 1973.
10. في حركة الشعر العراقي الحديث 1988 بغداد دار الشؤون الثقافية العامة
11. نظرية الشعر عند نازك الملائكة 2000 بغداد:وزارة الثقافة و الاعلام
12. رماد الشعر 1998 بغداد:دار الشؤون الثقافية
13. مفهوم الشعر عند السياب دار الشؤون الثقافية العامة
14. الشمعة والمصباح (دراسات وبحوث في الشعر والنقد) دار الشؤون الثقافية العامة 2011
15. زهرة البرتقال2013
16. في حركة الشعر العراقي الحديث، دار الشؤون الثقافية العامة، بغداد 1988
17. شعر عبد القادر رشيد الناصري - ديوان الناصري (جمع وتحقيق ودراسة) دار الشؤون الثقافية العامة 1992[4]